# 真靈君
真靈君（韓語：진령군；？—1907年1月29日），朝鮮王朝巫婆，深受閔妃寵幸，一度權傾朝野。

## 生平
真靈君姓李，是忠清道堤川郡人，丈夫金斗煥早逝後當了巫女。1882年壬午兵變時閔妃逃入忠州長湖院，李氏為閔妃卜算還宮日期，結果毫無差錯，閔妃從此對她言聽計從。高宗封李氏為「真靈君」，敘從二品勛臣，並在1883年於漢城崇教坊修建北關王廟賜給真靈君。
真靈君頻繁入宮，有時還穿著男裝，朝廷上下無不攀附巴結，權臣趙秉式、尹榮信、鄭泰好甚至當了她的乾兒子並與之私通，一時間「朝之縉紳，太半其養子，而其實其夫也」，真靈君的兒子金昌烈也官至漢城府右尹。
1893年，司諫院正言安孝濟上了一道《請斬妖巫真灵君疏》，譴責真靈君禍亂朝政，要求斬之以平民憤。上疏呈給承政院以後官員不敢傳達，結果上疏副本已傳遍漢城，也被高宗和閔妃所知，閔妃大怒欲殺安孝濟，被高宗勸解，最後安孝濟被流放楸子群島。
1894年7月，大院君上台攝政，閔妃集團垮台，真靈君和情夫閔斗鎬逃到忠州，新任刑曹參議池錫永上疏稱真靈君「憑藉神靈，眩惑至尊，稱禱瀜財，竊弄樞要」，要求將她與閔斗鎬之子閔泳駿處死，軍國機務處也要求法辦她。1895年閔妃死於乙未事變，真靈君失去靠山，她被免罪後於1898年3月回到漢城，1907年1月29日死去。